# 田鍋梨々花
田鍋 梨々花（たなべ りりか、2003年12月24日 - ）は、日本のファッションモデル、女優である。千葉県出身。インセント所属。

## 略歴
2016年8月に開催された『Seventeen』の専属モデルオーディション「ミスセブンティーン2016」のグランプリに選ばれ、2016年10月号より同誌専属モデルとして芸能界デビュー。同時にインセントに所属。
2017年、DHC「薬用アクネコントロール」のイメージキャラクターに起用され、CM初出演。
2017年7月期のフジテレビ「月9」ドラマ『コード・ブルー -ドクターヘリ緊急救命- THE THIRD SEASON』にレギュラー出演。

## 出演

### テレビドラマ
- ON 異常犯罪捜査官・藤堂比奈子 第1話 - 第5話（2016年7月12日 - 8月9日、関西テレビ放送・フジテレビ） - 伊勢崎久留美 役
- コード・ブルー -ドクターヘリ緊急救命- THE THIRD SEASON 第2話 - 最終話（2017年7月24日 - 9月18日、フジテレビ） - 天野奏 役[1]
- パーフェクトワールド 第1話（2019年4月16日、関西テレビ放送・フジテレビ） - 川奈つぐみ（高校時代） 役
- 死役所 第7話（2019年11月28日、テレビ東京系） - ミチ 役[4]
- ラーメン大好き小泉さん 二代目!（2020年3月27日、フジテレビ） - 中村美沙 役[5]
  - ラーメン大好き小泉さん 二代目! 2022年新春SP（2022年1月8日、フジテレビ） - 中村美沙 役[6]
- 年下彼氏 第3話 (2020年4月19日、朝日放送テレビ） - ヒロイン・咲 役[7]
- DIVE!!（2021年4月15日 - 7月1日、テレビ東京） -  野村未羽 役[8]
- しまねがドラマになるなんて!（2021年10月20日 - 12月22日、さんいん中央テレビ） - 主演・東京子 役[9]
- 卒業式に、神谷詩子がいない（2022年2月27日 - 3月27日、日本テレビ） - 安藤しず香 役[10]
- スタンドUPスタート 第9話（2023年3月15日、フジテレビ） - 三上珠緒 役[11]
- ドロップ（2023年6月2日 - 8月4日、WOWOW） - 鈴木美鈴 役[12]
- 最高の教師 1年後、私は生徒に■された（2023年7月15日 - 9月23日、日本テレビ） - 金澤優芽 役[13][14]
- うちの弁護士は手がかかる 第4話（2023年11月3日、フジテレビ） - 明日香 役[15]
- マイストロベリーフィルム（2024年2月16日 - 4月5日、毎日放送） - 主演・村崎美波 役（深田竜生、矢花黎、吉田美月喜とクワトロ主演）[16]
- くるり〜誰が私と恋をした?〜 第6話（2024年5月14日、TBS） - 上山由佳 役[17]
- 殺した夫が帰ってきました（2025年7月11日 - 8月15日、WOWOW） - 茉菜の親友 役[18]

### 配信ドラマ
- スカパー! 朝のTwitterドラマ「予定」（2019年7月1日 - 5日、スカパー!公式Twitter） - 主演
- 17.3 about a sex（2020年9月17日 - 10月29日、ABEMA）- 原紬 役[19]
- クロちゃんずラブ〜やっぱり、愛だしん〜 第2話（2023年3月22日、Paravi）[20] - 京子 役
- 対ありでした。 〜お嬢さまは格闘ゲームなんてしない〜（2023年5月19日 - 7月7日、Lemino） - 夜絵美緒 役[21]
- 最期の授業-生き残った者だけが卒業-（2024年11月26日、UniReel） - 佐藤里奈 役[22]

### 映画
- 逃走中 THE MOVIE:TOKYO MISSION（2024年7月19日、東映）[23]
- 隣のステラ（2025年8月22日公開予定、東宝） - 近藤はるな 役[24]

### ファッションショー
- 東京ガールズコレクション
  - 第37回 マイナビ 東京ガールズコレクション 2023 AUTUMN／WINTER（2023年9月2日、さいたまスーパーアリーナ）[25]
  - CREATEs presents TGC KITAKYUSHU 2023 by TOKYO GIRLS COLLECTION（2023年10月7日、西日本総合展示場新館）[26]
  - TGC MATSUYAMA 2024 by TOKYO GIRLS COLLECTION（2024年7月13日、愛媛県武道館）[27]
- Rakuten GirlsAward 2023 AUTUMN/WINTER（2023年9月30日、幕張メッセ）[28]

### CM
- 帝京平成大学（2019年6月 - ）[29]
- 資生堂 シーブリーズ デオ&ウォーター（2020年3月 - ） - 宮世琉弥と共演[30]

### 広告
- DHC 「薬用アクネコントロール」[31]
- トンボ
  - 「VARSITYMATE」（2017年5月 - ）
  - 「トンボ学生服」（2017年7月 - ）
  - 「OLIVE des OLIVE School」（2019年 - ）[32]

### web
- タレントパワーランキング 「期待のNEWフェイス!名鑑」[33]

### カタログ
- 新潟着物メーカー 「関芳」パンフレット（2017年5月 - ）

### イベント
- Seventeen 夏の学園祭
  - Seventeen夏の学園祭2023（2023年8月23日、東京ドームシティ プリズムホール）[34]

## 書籍

### 雑誌連載
- Seventeen（集英社） - 専属モデル（2016年10月号 - ）